# Убийства в округе Осейдж
Убийства в округе Осейдж или Убийства индейцев-осейджей — серия убийств коренных американцев из племени осейджей, которые происходили в округе Осейдж (Оклахома) в 1910-х—1930-х годах. Как минимум 60 человек были убиты из-за доходов от нефти, которую добывали на их землях, но общее число жертв может исчисляться сотнями. ФБР провело большое расследование, по итогам которого несколько человек (Уильям Хэйл, Эрнест Бёркхарт, Джон Рэмси) были приговорены к пожизненному заключению. Однако большинство смертей осталось не расследовано.
Об убийствах и связанных с ними событиях рассказывают книга американского писателя Дэвида Гранна «Убийцы цветочной луны. Нефть. Деньги. Кровь» и снятый по этой книге фильм Мартина Скорсезе «Убийцы цветочной луны» (2023).

## Предыстория
В 1897 году в индейской резервации Осейдж (территория современного округа Осейдж, Оклахома) была найдена нефть. Министерство внутренних дел США выдавало разрешения на разведку и добычу нефти на землях, принадлежавших племени осейджей, через Бюро по делам индейцев, а позже начало выплачивать долю от доходов отдельным лицам. Во время подготовки к созданию штата Оклахома федеральное правительство выделило каждому осейджу 657 акров (266 га) земли (1907). После этого члены племени и их законные наследники, независимо от того, были ли они осейджами или нет, имели преимущественные права на часть нефтяных доходов. Племя владело правами на добычу полезных ископаемых на территории общины и выплачивало конкретным людям процент, соответствующий площади их владений.
К 1920 году рынок нефти значительно вырос и обогатил осейджей: только в 1923 году они заработали совокупно более 30 млн долларов. Их называли самым богатым народом в мировой истории. Осейджи использовали свои доходы, чтобы отправлять детей в частные школы, покупали модные автомобили, одежду и украшения, путешествовали по Европе. В округ Осейдж съехались десятки тысяч нефтяников и просто авантюристов, готовых ради обогащения нарушать закон.
В 1921 году, полагая, что осейджи не смогут управлять своим богатством, или находясь под давлением белых бизнесменов, пытавшихся получить свою долю, Конгресс принял закон о назначении через суд для каждого осейджа (даже для ребёнка с живыми родителями) опекунов, которые бы управляли финансовыми делами конкретного индейца, пока тот не продемонстрирует «компетентность». Опекунами становились местные белые юристы или бизнесмены. Часто они действовали внешне законным образом, чтобы присвоить земли и доходы осейджей, а некоторых подозревали даже в убийстве подопечных.
В административном центре округа Осейдж, городе Погаска с населением 8 тысяч человек, в те годы работало 8 юристов — столько же, сколько в Оклахома-Сити с населением 140 тысяч человек. В 1924 году Министерство внутренних дел предъявило 20 опекунам осейджей обвинения в коррупции при исполнении обязанностей, связанных с их подопечными. Все они избежали наказания, уладив дело во внесудебном порядке. Считалось, что эти опекуны обманом выманили у своих подопечных миллионы долларов. В 1929 году сообщалось, что «Система опекунов», организация, созданная для защиты финансовых интересов 883 семей осейджей, всё ещё удерживала 27 миллионов долларов.

## Убийства
27 мая 1921 года в разных местах округа Осейдж были найдены тела двух застреленных индейцев — Анны Браун и её двоюродного брата Чарльза Уайтхорна. Принадлежавшая Анне доля нефтяных доходов перешла к её матери Лиззи Кайл, как это случилось в 1918 году с долей её сестры, умершей от скоротечной болезни. Уже в июле умерла по неясным причинам и Лиззи. Муж третьей сестры, Билл Смит, заподозрил, что тёщу отравили, и начал расследование. Позже неизвестные взорвали ночью дом Смитов; Рита Смит погибла на месте, её муж умер в больнице через несколько дней.
Параллельно в округе Осейдж происходили убийства и других богатых индейцев. Белые, которые участвовали в расследовании и пытались увезти в Вашингтон ценные улики, погибали при неясных обстоятельствах. Поэтому ФБР начала большое расследование (1925). Агент Том Уайт обратил внимание на то, что после гибели ряда осейджей получателем страховых выплат оказывался один человек — местный богатый скотовод Уильям Хэйл. Племянник Хэйла Эрнест Бёркхарт был женат на Молли, последней дочери Лиззи Кайл, к которой перешло семейное богатство. Возникло предположение, что Хэйл использует племянника, чтобы контролировать состояние большой индейской семьи.
У Уайта появился свидетель, утверждавший, что именно он взорвал дом Смитов по приказу Бёркхарта и Хэйла. В январе 1926 года оба были арестованы. Они ни в чём не сознались, а свидетель был уличён во лжи. Однако в этот самый момент преступник по имени Блэки Томпсон заявил, что Бёркхарт предлагал ему убить Смитов, причём платой за преступление должен был стать автомобиль. После очной ставки Бёркхарт сломался и начал говорить. Он признался в организации убийства Смитов и назвал имя исполнителя (Джона Рэмси), а также имя убийцы Анны Браун — Келси Моррисона.
Во время судебного процесса Хэйл всё отрицал, причём на него работали лучшие адвокаты штата. Бёркхарт сначала отказался от своих показаний, но позже повторил признание. Присяжные признали Бёркхарта, Хэйла и Моррисона виновными в убийствах, но отказались приговорить их к смертной казни (предположительно из-за расистских предубеждений, так как жертвы были индейцами). Все трое были приговорены к пожизненному заключению, но позже были освобождены.

## В культуре
Об убийствах и связанных с ними событиях рассказывают научно-популярная книга американского писателя Дэвида Гранна «Убийцы цветочной луны. Нефть. Деньги. Кровь» и снятый по этой книге художественный фильм Мартина Скорсезе «Убийцы цветочной луны» 2023 года.